# Youssef al-Mangouch
Youssef al-Mangouch, est un militaire libyen.